# 安宅安五郎
安宅 安五郎（あたか やすごろう、1883年〈明治16年〉4月23日 - 1960年〈昭和35年〉9月1日）は、日本の洋画家。
東京美術学校で藤島武二に師事。在学中に文部省美術展に入選し作品「靴屋」文部省買上。また大正8年に改組した第一回帝展で特選、続いて第二回帝展で特選となる。その後帝展、文展の審査員を度々務める。洋画だけでなく日本画も描く。

## 経歴
- 明治16年（1883年） 新潟市東堀通に四男として生まれる。
- 東京美術学校（現東京藝術大学）西洋画科入学。藤島武二に師事。在学中に文展に「靴屋」出品、文部省買上げ。
- 明治43年（1910年） 東京美術学校卒業
- 大正8年（1919年） 第一回帝展「白蓮樹」特選
- 大正9年（1920年） 第二回帝展「砂丘に立つ子供」特選
- 大正10年（1921年） 相馬其一と渡欧
- 大正11年（1922年） 第4回帝展特選
- 大正13年（1924年） 推薦
- 大正15年（1925年）帝展委員任命
- 昭和2年（1927年） 帝展審査員任命
- 明治神宮外苑の聖徳記念絵画館に「教育勅語下賜」
- 昭和4年（1929年）・6年（1931年）・7年（1932年） 帝展審査員任命
- 昭和6年（1931年） 「浜の娘」政府買上
- 昭和11年（1936年） 文展審査員任命
- 昭和12年（1937年） 大阪毎日新聞主催総合展に銀賞受賞
- 以後官展の審査員任命
- 昭和17年（1942年） 第5回文展に「秋草」出品文部省買上
- 昭和32年（1957年） 中国に文化使節として招待を受け訪問
- 昭和35年(1960年） 9月1日パーキンソン病により没[1]。77歳

## 親族
- 善平：父。
- フヂ：母。
- 福美：妻。日本画家尾竹越堂の次女。夕陽丘高女卒[2]。結婚前佐藤春夫に見初められたが親に反対され交際を断り、佐藤は「泉と少女」の詩を残す[3]。姉の尾竹紅吉（富本一枝）は富本憲吉の妻で、平塚らいてうとの同性愛を噂された。
- 善郎：長男。玉川学園卒業後洋画家となる[2]。
- 美穂：長女。自由学園高等部卒。森鴎外の三男森類と結婚。
- 良：次女。自由学院卒[2]。
- 洋二郎：次男。東京美校建築科[2]。
- 侃三郎：三男。暁星中学を経て[2]東京美校卒業後、21歳で武者小路実篤の次女・妙子と結婚、武者小路姓を名乗る（結婚後、妙子が戸籍筆頭者となり侃三郎は武者小路姓を名乗るが、実篤夫妻との養子縁組はしていない[4]）。中央演劇学校を経て新東宝の美術部や北星映画の宣伝部に勤務。友人勅使河原宏と共に「青年プロ」「シネマ57」を設立し映画産業に関わったが、のち東京日本橋で喫茶店「薔薇瞳」の経営に転じる。この時期に巨額の借金を作り撤退を余儀なくされたが、やがて銀座に同名の喫茶店「薔薇瞳」と割烹店「もめんや」を出店。再び経営に失敗し、有楽町で画廊の経営を始める。1972年から絵画ブローカーに転身し、井の頭公園の脇で「生活社ギャラルリー」を経営。
- 慶四郎：四男。
- 安宅乕雄：甥。洋画家。